# Юліан Раухфус
Юліан Раухфус (2 вересня 1994 , Міндельгайм, Баварія ) — німецький гірськолижник, олімпійський медаліст.

## Виступи на Олімпійських іграх
| Рік  | Місце проведення | СЛ  | ГС | СГ | ШС | КМ | КЗ |
| ---- | ---------------- | --- | -- | -- | -- | -- | -- |
| 2022 | Пекін, Китай     | DNF | 20 | —  | —  | —  | 2  |